# Anisoderini
Anisoderini (лат.) — триба жуков подсемейства щитоносок (Cassidinae) из семейства листоедов.

## Распространение
Встречается в Юго-Восточной Азии.

## Описание
Мелкие и среднего размера жуки-щитоноски вытянутой формы (длина некоторых видов Anisodera до 2 см). Среди кормовых растений представители семейств Костусовые, Musacaeae, Злаки, Имбирные.

## Классификация
3 рода и около 75 видов. Триба принадлежит к «хиспиновой» линии щитоносок (Hispinae) и иногда рассматривалась в ранге подсемейства Anisoderinae и семейства Anisoderidae.
- Anisodera Chevrolat, 1836
- Estigmena Hope, 1840
- Lasiochila Weise, 1916